# Extremadura (1902)
El Extremadura fue un crucero protegido de la Armada Española. Su coste de casi cinco millones de pesetas fue sufragado mediante suscripción por la Junta Patriótica de México, liderada por Florencio Noriega Noriega a partir de 1896 entre la colonia española asentada aquel país.

## Diseño

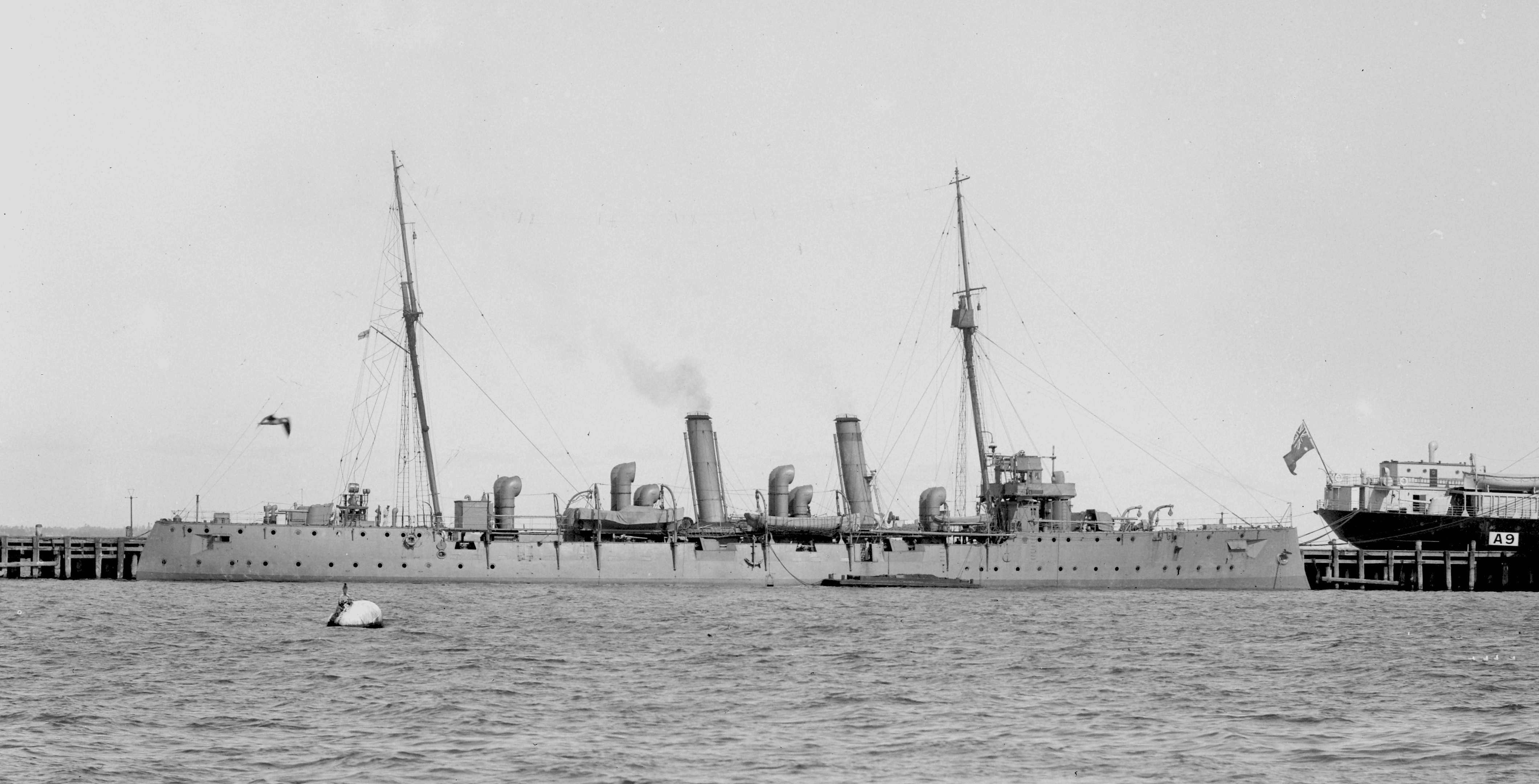
El HMS Pyramus, de la clase Pelorus británica en la cual se basaba el crucero Extremadura español.

El Extremadura fue construido en los astilleros de Cádiz, botado el 29 de abril de 1900 y entregado a la Armada el 31 de mayo de 1902.
Sus características generales eran: tripulación de 226 personas, desplazaba 2.134 toneladas. Medía 88 metros de eslora, 11 de manga, 6,55 de puntal y 4,97 de calado. Disponía de dos máquinas verticales de triple expansión y ocho calderas que le daban una potencia de 7.000 caballos a tiro forzado, alcanzando una velocidad máxima de 19 a 20 nudos. Llevaba una carga de combustible de 432 toneladas de carbón y podía alcanzar una autonomía de 4.320 millas.
Respecto al casco, era todo de acero y dividido por mamparos en 62 compartimentos estancos. Tenía un blindaje que recorría toda la eslora, compuesto por dos planchas de 25 mm de espesor cada una. Respecto al armamento, estaba armado con 8 cañones Vickers de 101 mm, 4 Nordenfelt de 57 mm y 4 ametralladoras (2 Maxim-Nordenfelt de 37 mm, 2 Vickers de 7,5 mm para desembarcos), además de una ametralladora Maxim de 7 mm para instalar en la lancha de vapor del crucero. Tenía cierta similitud con los cruceros ligeros británicos de la clase Pelorus.

## Historial
Gracias a la suscripción popular de los españoles que vivían en varios países latinoamericanos se construyeron a finales del siglo XIX y principios del XX los cruceros Río de la Plata, Extremadura y el cañonero-torpedero Nueva España.
El nombre inicialmente previsto para el nuevo buque fue el de Colonia Española de México, sucediéndole los de México, Patria y Puerto Rico, finalmente fue construido tras la pérdida definitiva de dicha colonia, por lo cual, se le bautizó con el de la tierra de la que eran originarios gran número de emigrantes y conquistadores.
Fue botado en los astilleros gaditanos Vea-Murguía, por encargo de la colonia española en México, realizó sus pruebas de mar en febrero de 1902 y fue entregado a la Armada en agosto del mismo año. Su donación contribuyó a llenar en parte los huecos que la Guerra Hispano-Norteamericana había dejado en la Armada.
En 1900, por Decreto del 18 de mayo del Ministerio de Marina, se describió técnicamente la situación de los buques de la Armada en ese momento y se dieron de baja 25 unidades por considerarse ineficaces. Respecto al Extremadura:

El Río de la Plata y el Extremadura, como cruceros faltos de protección de sus costados y de su artillería, no tienen otra aplicación que el servicio de comisiones en tiempo de paz; pues de emplearlos en el de guerra, aun sólo en la persecución de buques del comercio enemigo, pronto serían capturados o destruidos por los cruceros acorazados y protegidos de mayor andar que las 19 ó 20 millas que pueden desarrollar, y sólo podrían desempeñar, en algún modo imperfecto, el papel de avisos en la defensa de costas y al amparo de puntos fortificados.

En 1904 recibió experimentalmente, junto al yate real Giralda y el Acorazado Pelayo, la instalación de una estación de TSH Telefunken. En 1906 asistió a las regatas de Kiel y Cowes, trasladándose durante su navegación hasta Crostadt portando un saludo del rey Alfonso XIII para el Zar de Rusia. Tres años más tarde, en mayo de 1909, fue la nave en la que se trasladó el Rey en su visita oficial desde Algeciras a Ceuta.

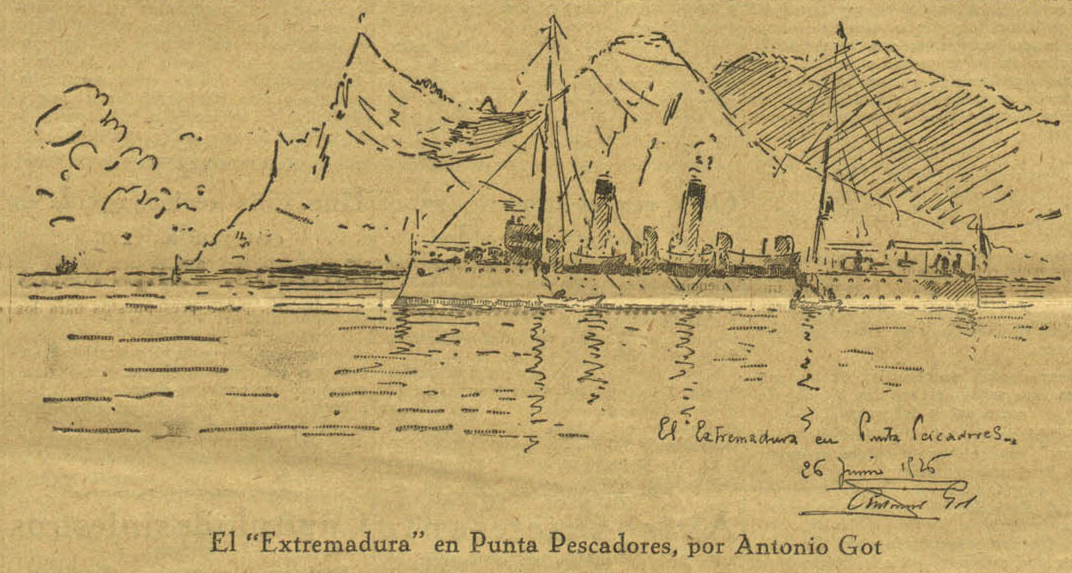
El en Punta Pescadores en junio de 1926 en una ilustración de Antonio Got

En abril de 1917, durante la Primera Guerra Mundial (en la que España fue neutral), escoltó en la llegada a aguas peninsulares del primer submarino de la armada, el  Isaac Peral (A0) de procedencia estadounidense, Cuatro meses después, realizó idéntica misión esta vez, con tres nuevos submarinos de procedencia italiana de la Clase A, los denominados  Narciso Monturiol (A-1),  Cosme García (A-2) y el A-3. En este periodo de tiempo, el Extremadura se convirtió transitoriamente en buque nodriza de submarinos, hasta la llegada de Holanda del buque especializado Kanguro.
En los años de la asignación a España de la zona de protección sobre el Rif , realizó destacadas misiones de patrulla en la costa norteafricana, persiguiendo y reprimiendo el contrabando de guerra, o protegiendo a las columnas expedicionarias con sus cañones Vickers de fuego rápido o participando en el desembarco de Alhucemas en 1925. 
Tras servicios peninsulares e intervención, y estando ya obsoleto, fue dado de baja en la Armada el 31 de agosto de 1931, tras lo cual fue puesto en venta para chatarra al año siguiente.